# Alta Guajira
Pour les articles homonymes, voir Guajira (homonymie).
Alta Guajira est l'une des quatre paroisses civiles de la municipalité d'Indígena Bolivariano Guajira dans l'État de Zulia au Venezuela. Sa capitale est Cojoro.